# Entre el mar y una estrella
«Entre el mar y una estrella» es el título de una canción pop escrita por Marco Flores y grabada por la cantante mexicana Thalía. Fue lanzado como el primer sencillo de su álbum Arrasando (2000) y se convirtió en el primer número uno para la cantante en la lista Billboard Hot Latin Tracks.

## Vídeo musical
El vídeo fue filmado a principios del 2000 y fue dirigido por Simon Brand. Se puede ver a Thalía con un vestido celeste y fondo azul obscuro con estrellas tintineando, también acostada en una gran estrella en un mar mientras interpreta la canción de manera poética, encendiendo una vela y alimentando a la luna con polvo de estrellas, esta es una referencia a la obra de Remedios Varo "Papilla estelar" de 1958. Es considerado uno de sus mejores videos además de ser el favorito de Thalía, dicho por la misma cantante.

## Letra
La canción habla de un gran amor que ya se ha ido de este mundo pero que sigue estando presente en nuestro ser y aunque su ausencia nos hace sufrir existe la fe que algún día lo volveremos a ver, de ahí el verso:
"Te pondré algunas velas, para preguntarle a Dios cuando regresas".

## Sencillo en CD + Entrevista
1. Entre El Mar Y Una Estrella (Álbum Versión) - 3:43
2. Entre El Mar Y Una Estrella (Pablo Flores Miami Mix) - 10:50
3. Entre El Mar Y Una Estrella (Pablo Flores Miami Mix Radio Edit) - 4:12
4. Entre El Mar Y Una Estrella (Pablo Flores Dub) - 8:50
ENTREVISTA:
5. . Saludo General (Inicio De La Entrevista) - 00:04
6. . Cual Es La Diferencia Entre Thalia, De Amor A La Mexicana Y Thalia De Hoy (Arrasando) - 00:20
7. . Si Tuvieras Que Definir La personalidad De Este Nuevo Álbum, ¿Cual Sería? - 00:08
8. . Tu Reto Para Este Disco - 00:24
9. . Cual Es Tu Sueño En la Vida - 00:17
10. . Arrasando!! ¿Por qué Este Título? - 00:39
11. . Despedida De La Entrevista - 00:15
12. . Saludo General - 00:04
13. . Saludo Para El Día De La Madre - 00:04
14. . Saludo Para El Día Del Padre - 00:04
15. . Saludo Para El Día Del Niño - 00:04
16. . Felicitación Aniversario De La Emisora - 00:05
17. . Presentación Del Single - 00:05

## Versiones oficiales
1. Entre El Mar Y Una Estrella (Álbum Versión)
2. Entre El Mar Y Una Estrella (Inglés Versión) (Between The Sea And A Star)
3. Entre El Mar Y Una Estrella (Con Banda)
4. Entre El Mar Y Una Estrella (Pablo Flores Club Mix)
5. Entre El Mar Y Una Estrella (Pablo Flores Miami Radio Edit)
6. Entre El Mar Y Una Estrella (Plablo Flores Dub Mix)